# Michael Deeley
Michael Deeley (Wandsworth, 6 augustus 1932) is een met een Academy Award bekroonde Britse filmproducent, bekend van films als The Italian Job, The Deer Hunter en Blade Runner.

## Biografie
Deeley's vader was directeur van een reclamebureau en zijn moeder werkte als assistente voor verschillende filmproducenten. Na zijn legerdienst hielpen de connecties van zijn moeder hem aan een baan als assistent-editor voor Douglas Fairbanks Jr. Terwijl hij aan de televisieserie The Adventures of Robin Hood werkte, besloten hij en zijn collega Harry Booth om filmproducent te worden. Ze begonnen met het inzamelen van geld voor de 26 minuten durende korte film The Case of the Mukkinese Battle-Horn, met in de hoofdrollen Peter Sellers en Spike Milligan. Deze korte film legde de basis voor Deeley's carrière als producent, hoewel hij aanvankelijk ook in de filmmontage bleef werken.
Begin jaren zestig werkte Deeley als salesmanager bij MCA Universal. In 1964 produceerde hij de nudistenfilm Sandy the Reluctant Nudist en de komische film One Way Pendulum. Laatstgenoemde werd uitgebracht door Woodfall Film Productions, waar Deeley in 1964 aan de slag ging als assistent van Oscar Lewenstein, het hoofd van het bedrijf.
Deeley produceerde vervolgens Robbery (1967) samen met Stanley Baker. Er werden nog meer films geproduceerd onder de bedrijfsnaam Oakhurst Productions. Samen met Barker en Barry Spikings richtte hij nog andere bedrijven op, die allemaal "Great Western" in hun naam hadden en in verschillende sectoren actief waren. In 1973 namen de drie British Lion Films over en werd Deeley hoofd van het bedrijf.
Bij British Lion hield Deeley onder meer toezicht op de productie van Don't Look Now (1973) en The Wicker Man (1973) en hielp hij bij de financiering van The Internecine Project (1974), Who? (1974), Ransom (1974) en Conduct Unbecoming (1975). Hij produceerde zelf The Man Who Fell to Earth in 1976. Na de fusie met EMI Films namen Deeley en Spikings het management van het resulterende bedrijf over. Tot de bekendste werken behoren Convoy (1978) en The Deer Hunter (1978). Deeley verliet EMI Films in 1979 en produceerde Blade Runner (1982). Voor The Deer Hunter won hij samen met zijn collega's Barry Spikings, John Peverall en Michael Cimino de Oscar voor beste film tijdens de Academy Awards van 1979.
Van 1984 tot 1990 was Deeley CEO van Consolidated, een televisiebedrijf dat de stap naar de Amerikaanse televisie zette. In 2009 publiceerde hij zijn biografie "Blade Runners, Deer Hunters and Blowing the Bloody Doors Off: My Life in Cult Movies".

## Filmografie (selectie)
- The Adventures of Robin Hood (tv-serie) – montage
- The Case of the Mukkinese Battle-Horn (1956) (kortfilm) – producent
- At the Stroke of Nine (1957) – producent, scenario
- The Buccaneers (1958) (tv-serie) – montage
- O.S.S. (1959) (tv-serie) – montage
- Tremor (1961) – producent
- Crosstrap (1962) – uitvoerend producent
- The Reluctant Nudist (1963) – producent
- One Way Pendulum (1964) – producent
- The Knack ...and How to Get It (1965) – uitvoerend producent
- Robbery (1967) – producent
- Red, White and Zero (1967) – co-producent
- The White Bus (1967) – producent
- Ride of the Valkyrie (1967) (kortfilm) – co-producent
- Sleep Is Lovely (1968) – uitvoerend producent
- The Long Day's Dying (1968) – uitvoerend producent
- Where's Jack? (1969) – uitvoerend producent
- The Italian Job (1969) – producent
- Murphy's War (1971) – producent
- Conduct Unbecoming (1975) – producent
- The Man Who Fell to Earth (1976) – producent
- Convoy (1978) – uitvoerend producent
- The Deer Hunter (1978) – producent
- Blade Runner (1982) – producent
- Finnegan Begin Again (1985) (tv-film) – uitvoerend producent
- Deceptions (1985) (tv-film) – uitvoerend producent
- A Gathering of Old Men (1987) (tv-film) – uitvoerend producent
- The Secret Life of Archie's Wife (tv-film) – uitvoerend producent
- Young Catherine (1990) (tv-film) – uitvoerend producent